# Argyrarcha
Argyrarcha é um gênero de mariposa pertencente à família Crambidae.